# Perpetuum Jazzile
Perpetuum Jazzile è un gruppo musicale sloveno, venuto alla ribalta internazionale per la cover a cappella di Africa dei Toto, il cui video a febbraio 2022 ha totalizzato oltre 23 milioni di visualizzazioni su YouTube.
Fondato nel 1983 con il nome di Gaudeamus Chamber Choir, è composto da un notevole numero di cantanti uomini e donne. Essi vengono occasionalmente integrati dagli strumentisti della Slovenian Radio and Television Big Band. Il coro si esibisce soprattutto a cappella, con uno dei suoi membri, Sašo Vrabič, come percussionista vocale.

## Musica
Ispirato inizialmente da Gene Puerling, The Singers Unlimited, e The Swingle Singers, il coro interpreta brani musicali in stile bossa nova, swing, funk, gospel e pop.
Il loro repertorio comprende arrangiamenti di brani di Toto, Daft Punk, David Guetta, Lady Gaga, Michael Jackson, Earth, Wind & Fire, Billy Joel, ABBA, David Bowie, Joni Mitchell, George Benson, e di molte altre leggende della musica. Negli ultimi anni, nei loro concerti trova posto anche un numero crescente di composizioni originali.

## Direzione
Fondato nel 1983 da Marko Tiran, la direzione artistica del coro è passata nel 2001 a Tomaž Kozlevčar, e, dieci anni dopo a Peder Karlsson.

## Storia

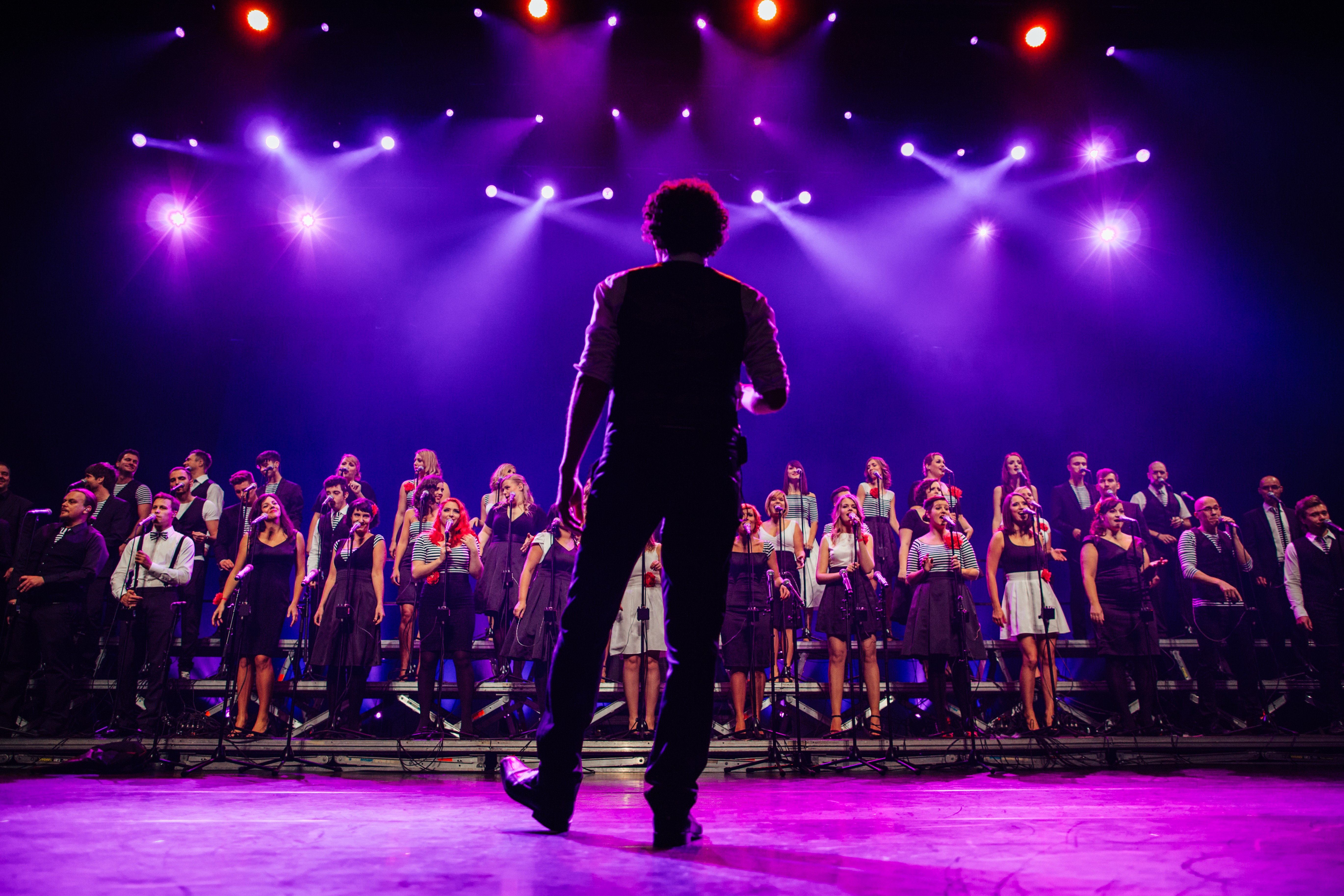
Andraž Slakan dirige i Perpetuum Jazzile durante un concerto dell'ottobre 2015

Nel 2006, Perpetuum Jazzile registra l'album Čudna noč (Strana notte), edito da Dallas Records, e si esibisce in un concerto con Mansound (da Kiev, Ucraina). Organizzano poi un seminario di jazz vocale a Lubiana con Ward Swingle, fondatore dei Swingle Singers.
La loro interpretazione di "Africa" dei Toto ottiene gli elogi del co-autore del brano, David Paich, e i Toto li invitano sul palco durante il loro concerto del 2011 a Udine.
Sempre nel 2011, il gruppo intraprende un tour mondiale che ottiene il tutto esaurito in Croazia, Repubblica Ceca, Germania, Canada e Stati Uniti.
Ogni autunno, il gruppo si esibisce in alcuni concerti serali chiamati Vokal Xtravaganzza nella Cankar Hall di Lubiana, con ospiti dalla Slovenia e dall'estero, come gli sloveni Alenka Godec, 6Pack Čukur, Alya, Oto Pestner, Jan Plestenjak, e Nuša Derenda, e gli stranieri Vocalica (Italia), The Real Group (Svezia), Mansound (Ucraina), BR6 (Brasile), The Real Six Pack (Germania).
In occasione di un'esibizione del gruppo al Politeama Rossetti di Trieste il 3 febbraio 2014, il direttore organizzativo e secondo tenore della formazione, Bostian Usenik, ha dichiarato:
(Bostian Usenik)
Nel 2015 i Maraaya, il duo musicale sloveno che ha rappresentato la Slovenia all'Eurovision Song Contest 2015 con il brano Here for You, ha anche pubblicato un video in cui il loro brano è accompagnato dai Perpetuum Jazzile. Il 19 giugno 2015, il gruppo si è esibito durante la Giornata Nazionale slovena all'Expo 2015 di Milano Nell'autunno dello stesso anno Perpetuum Jazzile ha realizzato il suo primo tour in Cina con un concerto nel teatro dell'Opera di Canton.
Peder Karlsson, noto specialista svedese di canto a cappella, reclutato nel 2011 come direttore artistico del gruppo, ha detto di loro in un documentario sul gruppo:
(Peder Karlsson)

## Premi e riconoscimenti

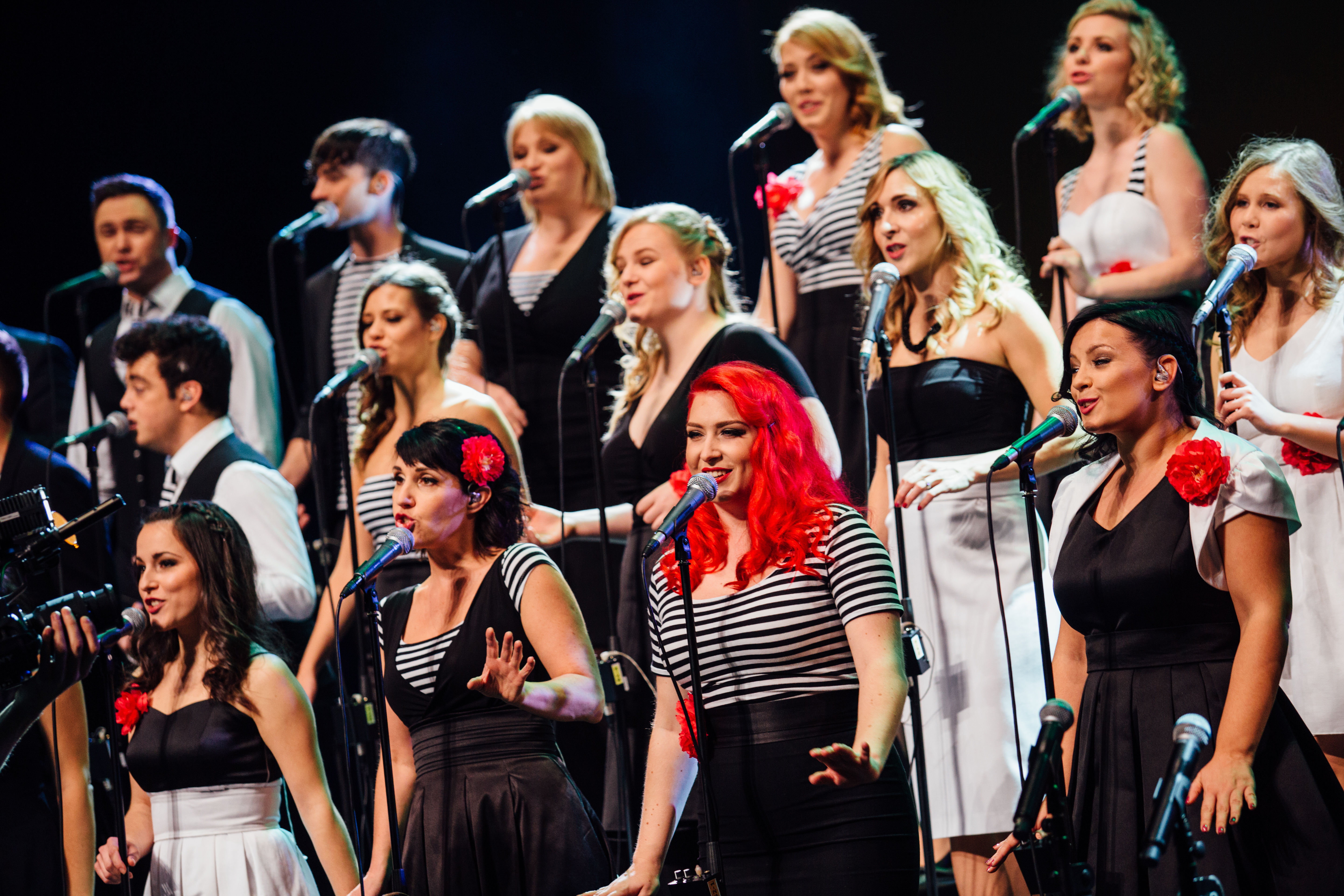
La sezione dei soprani durante un concerto Vokal Xtravaganzza nel 2015

Nel 2008, Perpetuum Jazzile vince il Vokal.Total Award nell'International Choir Festival e nell'International A Cappella Competition e viene premiato anche nel concorso internazionale di jazz vocale che si tiene a  Tilburg nei Paesi Bassi.
Nello stesso anno partecipano al 5° World Choir Games a Graz, Austria dove vincono medaglie d'oro nelle sezioni di Jazz, Gospel e Musica popolare corale.
Nel 2010, vincono lo sloveno "Viktor Award", equivalente locale del Grammy Award.

## Discografia

### Album
- Ko boš prišla na Bled (When you come to Bled) (2000)
- Pozabi, da se ti mudi (Forget you're in a hurry) (2003)
- As (2004)
- Čudna noč (Strange night) (2006)
- Africa (2009)
- Perpetuum Jazzile Live (Vokal Xtravaganzza 2008 live DVD) (2009)
- Vocal Ecstasy (German tour Edition CD) (2012)
- Vocal Ecstasy (German tour Edition Superbox CD+DVD) (2012)
- Thank You For The Music (30th Anniversary Jubilee Edition CD) (2013)
- Both Sides (Doppio CD)(2016)[17]

### Videoclip musicali
| Anno | Titolo                                                               | Regista                 |
| ---- | -------------------------------------------------------------------- | ----------------------- |
| 2013 | ABBA Greatest Hits                                                   | Perica Rai & Vladan J.. |
| 2013 | Titanium - Perpetuum Jazzile (David Guetta ft. Sia, A Capella Cover) | Perica Rai & Vladan J.. |
| 2014 | Gøta                                                                 | Perica Rai & Vladan J.. |
| 2015 | Footloose                                                            | Perica Rai.             |
| 2015 | Don't Stop Me Now (Queen), Live in Concert                           | Bojana Bergant.         |